# Kinga Göncz
Kinga Göncz (Budapest, 8 novembre 1947) è una psichiatra e politica ungherese, accademica, ministro egli affari esteri dell'Ungheria dal 2006 al 2009 ed europarlamentare con il Partito Socialista Ungherese dal 2009 al 2014.

## Biografia
Göncz è nata nel novembre 1947 a Budapest, in Ungheria. È la figlia di Árpád Göncz, ex presidente dell'Ungheria, figlio del tennista Lajos Göncz. Si è laureata presso l'Università di Medicina Semmelweis di Budapest nel 1972. Nel 1978 si è specializzata in psichiatria, nella seconda metà degli anni '80 si è specializzata in psicoterapia. Nel 2004 ha conseguito il diploma in psicoterapia della European Association for Psychotherapy.

## Carriera accademica
Göncz ha lavorato come psichiatra tra il 1972 e il 1978. In seguito, è diventata assistente senior presso l'Istituto nazionale di riabilitazione medica e ha preso parte allo sviluppo dei primi programmi educativi di politica sociale.
Dal 1989 ha lavorato come professore associato presso il Dipartimento di Politiche Sociali e Lavoro Sociale dell'Istituto di Sociologia dell'Università ELTE di Budapest, insegnando tra l'altro lo sviluppo delle capacità di comunicazione, la mediazione e lo sviluppo dell'organizzazione. Dal 1994 al 2002 ha lavorato come Direttore di Partners Hungary. L'organizzazione è membro di Partners for Democratic Change International, un network internazionale, con l'obiettivo di educare alla cultura della gestione creativa dei conflitti, tecniche di democrazia, tecniche di negoziazione e gestione del cambiamento. All'interno di questo, Göncz ha lavorato alla creazione di centri per la prevenzione e la gestione dei conflitti sociali in Albania, Bulgaria, Romania e nell'ex Jugoslavia.
Ha insegnato in diverse università all'estero dal 1990. Tra il 1998 e il 2003 ha insegnato Psicologia sociale del pregiudizio presso il Dipartimento dei diritti umani dell'Università dell'Europa centrale.

## Carriera politica

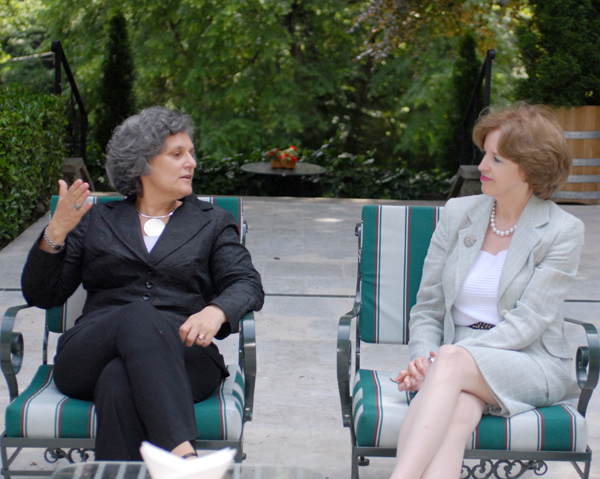
Kinga Göncz, Ministro degli Esteri dell'Ungheria (a sinistra) con l'ambasciatore degli Stati Uniti in Ungheria, April Foley. Budapest, maggio 2008

Göncz è stata nominata Segretario di Stato politico del Ministero della salute, degli affari sociali e della famiglia responsabile del coordinamento civile nel 2002. Si è occupata di: elaborazione del sistema di mantenimento dei contatti con le organizzazioni statali e non governative legate alla politica sociale, guida professionale dei lavori per la modifica della legge sugli affari sociali, e guida del Consiglio nazionale per l'invecchiamento e gli anziani, del Consiglio sociale, del Consiglio nazionale per le questioni dei disabili e del Consiglio tripartito del Ministero per la conciliazione dei Interessi.
Dal 2004 è Ministro senza portafoglio per le pari opportunità, responsabile per i disabili, i rom , le pari opportunità tra donne e uomini, la cooperazione con le ONG e per il coordinamento della lotta alla povertà e alla segregazione.
Tra il 2004 e il 2006 è stata ministro della gioventù, della famiglia, degli affari sociali e delle pari opportunità nel primo gabinetto del primo ministro Ferenc Gyurcsány. Durante il suo incarico in tale incarico, si è occupata, oltre che delle aree gestite come ministro senza portafoglio per le pari opportunità, della direzione del sistema di welfare, del sistema di sostegno alla famiglia, dell'area della cura dell'infanzia e della gioventù, degli affari di gli anziani e le pensioni, la questione della droga, nonché la tutela dei consumatori.
Dal 2006 al 2009 è stata ministro degli affari esteri.

### Membro del Parlamento Europeo
Göncz è entrata nel Parlamento europeo dopo le elezioni europee del 2009. Membro del gruppo dell'Alleanza progressista dei Socialisti e dei Democratici, è stata vicepresidente della commissione per le libertà civili, la giustizia e gli affari interni. Tra il 2010 e il 2012 è stata anche membro del Comitato speciale sulle sfide politiche e le risorse di bilancio per un'Unione europea sostenibile dopo il 2013.
Oltre ai suoi incarichi in commissione, Göncz è stata membro della delegazione del parlamento per le relazioni con Albania, Bosnia ed Erzegovina, Serbia, Montenegro e Kosovo.